# Juan Ulloa y Valera
Juan Ulloa y Valera (Cabra, 26 de diciembre de 1834-Cabra, 23 de marzo de 1896) fue un político español de finales del siglo XIX. Fue alcalde de Granada, diputado a Cortes durante seis legislaturas, una por Granada y cinco por Córdoba, además de secretario general de Hacienda.

## Biografía
Nació el 26 de diciembre de 1834 en Cabra. Su madre, Dolores Valera y Viaña, era de familia noble y mantuvo en su juventud un noviazgo con Felipe de Ulloa y Aranda. Rota la relación, ella casa con su tío-abuelo de 82 años, Casimiro Valera Roldán. A su muerte vuelve con Felipe de Ulloa que había ingresado en el Seminario para ordenarse sacerdote. Se casan en noviembre de 1829. De este matrimonio nacieron dos hijos: su hermano Francisco y él mismo.
Su tío era Juan José Valera y Viaña, padre del escritor y político Juan Valera, quien mantuvo tensas relaciones con su tía y primo, debido en parte a que se enfrentaron en varias ocasiones en las elecciones a Cortes. Posiblemente la obra Pepita Jiménez, de Juan Valera, está inspirada en su madre.
Se casó con Francisca Dávila-Ponce de León y Zea y tuvieron una hija, María Luisa Ulloa y Dávila-Ponce de León, primera marquesa de Torremilanos, que a su vez casó con Enrique de Eizmendi y Sagarminaga.
 Falleció el 23 de marzo de 1896 en su Cabra natal. Su mujer había muerto el año anterior, el 14 de julio de 1895.

## Vida política
- Residió en Cabra (Córdoba) donde se presentó varias veces a diputado a Cortes obteniendo el puesto.
- Fue alcalde de Granada hacia 1868.[10]
- Ocupó el puesto de secretario general de Hacienda. También fue nombrado rector del organismo de Loterías (1872-1873).
- Fue benefactor del Real Colegio de la Purísima Concepción de Cabra, hoy IES Aguilar y Eslava.